# Heta Tuuri
Heta Maarit Tuuri, född 14 januari 1995 i Lahtis, är en finländsk höjdhoppare. Hon tävlar för Lahden Ahkera.

## Karriär

### 2013–2018
I juli 2013 tävlade Tuuri vid junior-EM i Rieti, där hon slutade på 10:e plats efter ett hopp på 1,78 meter. I juli 2014 förbättrade Tuuri sitt personbästa då hon hoppade 1,85 meter vid en tävling i Kuortane. Samma månad slutade Tuuri på 24:e plats i kvalet vid junior-VM i Eugene med ett hopp på 1,79 meter, vilket inte räckte för en finalplats. Månaden därpå tog hon brons vid kalevaspelen i Kuopio efter ett hopp på 1,82 meter. Mellan 2015 och 2018 studerade Tuuri vid University of Minnesota och tävlade vid amerikanska collegetävlingar för Minnesota Golden Gophers.

### 2019–2022
I juli 2019 satte Tuuri ett nytt personbästa på 1,88 meter vid en tävling i Tammerfors, vilket placerade henne på 10:e plats genom tiderna i Finland. Månaden därpå tog Tuuri silver vid kalevaspelen i Villmanstrand efter ett hopp på 1,84 meter. I februari 2020 tog hon silver vid finska inomhusmästerskapen i Tammerfors med ett hopp på 1,85 meter. I augusti samma år tog Tuuri sitt första guld vid kalevaspelen i Åbo efter ett hopp på 1,86 meter.
I augusti 2021 tog Tuuri silver vid kalevaspelen i Tammerfors med ett hopp på 1,87 meter. I februari 2022 tog hon även silver vid finska inomhusmästerskapen i Kuopio efter ett hopp på 1,88 meter. I maj 2022 förbättrade Tuuri sitt personbästa till 1,90 meter vid en tävling i Lahtis. I juli 2022 vid VM i Eugene tog hon sig inte vidare från kvalet och slutade på 21:a plats med ett hopp på 1,86 meter. Följande månad vid kalevaspelen i Joensuu tog Tuuri sitt andra guld efter ett hopp på 1,88 meter.

## Tävlingar

### Internationella
| År                   | Tävling                        | Plats                | Placering            | Gren                 | Höjd                 |
| Tävlande för Finland | Tävlande för Finland           | Tävlande för Finland | Tävlande för Finland | Tävlande för Finland | Tävlande för Finland |
| -------------------- | ------------------------------ | -------------------- | -------------------- | -------------------- | -------------------- |
| 2013                 | Junioreuropamästerskapen       | Rieti                | 10:e                 | Höjdhopp             | 1,78 m               |
| 2014                 | Juniorvärldsmästerskapen       | Eugene               | 24:e (kval)          | Höjdhopp             | 1,79 m               |
| 2022                 | Världsmästerskapen             | Eugene               | 21:a (kval)          | Höjdhopp             | 1,86 m               |
| 2022                 | Europamästerskapen             | München              | 15:e (kval)          | Höjdhopp             | 1,83 m               |
| 2023                 | Europeiska inomhusmästerskapen | Istanbul             | 13:e (kval)          | Höjdhopp             | 1,82 m               |

### Nationella
| - Finska friidrottsmästerskapen (utomhus): - 2014: Brons – Höjdhopp (1,82 meter, Kuopio) - 2019: Silver – Höjdhopp (1,84 meter, Villmanstrand) - 2020: Guld – Höjdhopp (1,86 meter, Åbo) - 2021: Silver – Höjdhopp (1,87 meter, Tammerfors) - 2022: Guld – Höjdhopp (1,88 meter, Joensuu) | - Finska friidrottsmästerskapen (inomhus): - 2020: Silver – Höjdhopp (1,85 meter, Tammerfors) - 2022: Silver – Höjdhopp (1,88 meter, Kuopio) - 2023: Guld – Höjdhopp (1,81 meter, Helsingfors) |

## Personliga rekord
| Utomhus - Höjdhopp – 1,90 m (Lahtis, 25 maj 2022) | Inomhus - Höjdhopp – 1,90 m (Cottbus, 25 januari 2023) |